# Adeste fideles
Adeste fideles è un canto natalizio sulla cui paternità non esistono prove sufficienti perché sia attribuita ad un nome preciso. L'unica certezza che emerge dalla documentazione esistente è il nome del copista, cioè di colui che trascrisse materialmente il testo e la melodia: Sir John Francis Wade, che lo avrebbe trascritto da un tema popolare irlandese  nel 1743-1744 per l'uso di un coro cattolico, a Douai, cittadina nel nord della Francia, a quel tempo importante centro cattolico di riferimento e di rifugio per i cattolici perseguitati dai protestanti nelle Isole britanniche.
Il testo del canto è costituito da otto strofe di cui solo la I, V, VI e VII furono trascritte da Wade. Le strofe II, III e IV vennero composte da Étienne-Jean-François Borderies nel 1794 e una VIII da un anonimo. Qui di seguito sono riportate le prime quattro strofe più conosciute.

## Testo e melodia
Presentiamo il testo latino corredato da una traduzione e dall'adattamento cantabile in italiano.
| Testo latino | Traduzione | Testo italiano |
| --- | --- | --- |
| Adeste, fideles, læti triumphantes, venite, venite in Bethlehem, natum videte Regem angelorum. Venite adoremus, venite adoremus Dominum.          | Accorrete fedeli, lieti, festosi: venite, venite a Betlemme! Guardate il Re degli angeli che è nato! Venite adoriamo, venite adoriamo il Signore.                                | Venite, fedeli, l’angelo ci invita, venite, venite a Betlemme. Nasce per noi Cristo Salvatore. Venite, adoriamo, venite, adoriamo, venite, adoriamo il Signore Gesù!             |
| En grege relicto, humiles ad cunas, vocati pastores adproperant, et nos ovanti gradu festinemus. Venite adoremus, venite adoremus Dominum.        | I pastori, chiamati dall'alto, dimentichi del gregge, si accostano all'umile giaciglio: affrettiamoci anche noi, con passo festoso! Venite adoriamo, venite adoriamo il Signore. | La luce del mondo brilla in una grotta: la fede ci guida a Betlemme. Nasce per noi Cristo Salvatore. Venite, adoriamo, venite, adoriamo, venite, adoriamo il Signore Gesù!       |
| Splendorem æternum, Dei Patris Filium, de Virgine natum agnoscimus, mundi salutem, redemptorem gentium. Venite adoremus, venite adoremus Dominum. | Riconosciamo che il Figlio di Dio Padre, lo Splendore eterno, è nato dalla Vergine, salvezza del mondo e redentore delle genti. Venite adoriamo, venite adoriamo il Signore.     | La notte risplende, tutto il mondo attende: seguiamo i pastori a Betlemme. Nasce per noi Cristo Salvatore. Venite, adoriamo, venite, adoriamo, venite, adoriamo il Signore Gesù! |

## Versione inglese (O Come All Ye Faithful)

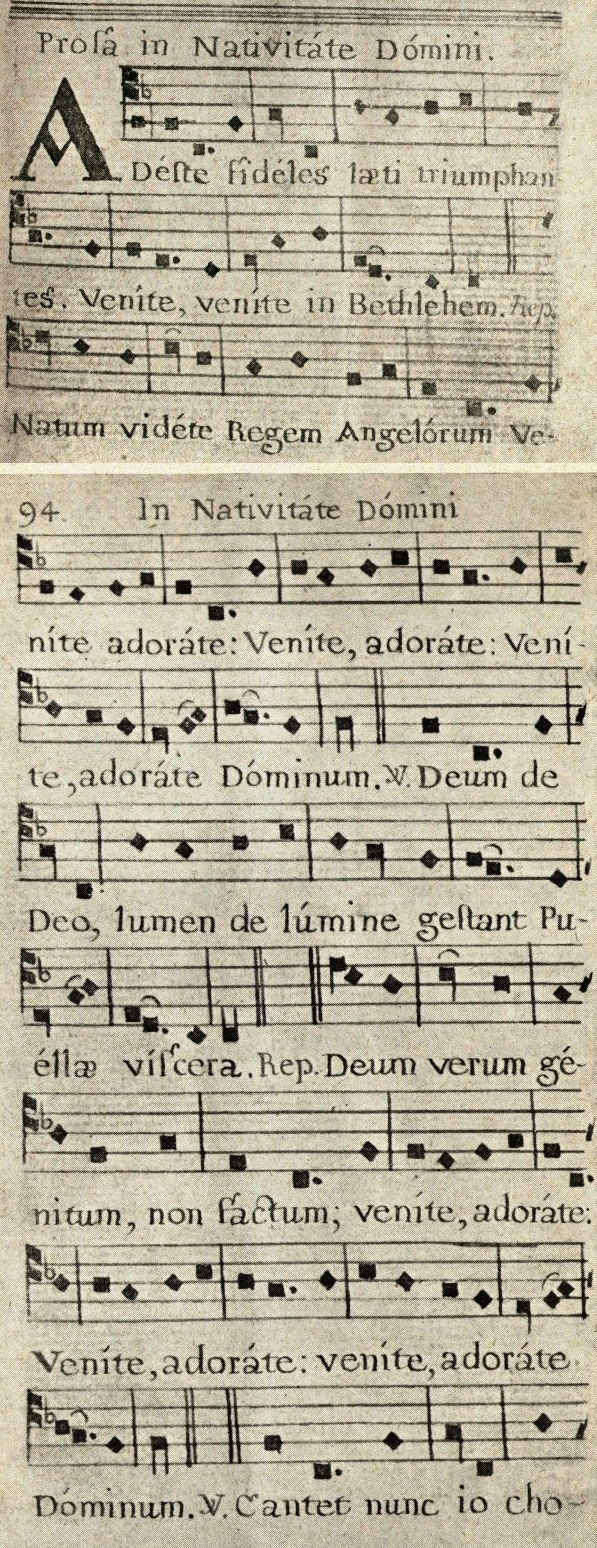
La più antica partitura di Adeste fideles (1740 ca.)

Conosciuta è anche la versione in lingua inglese, intitolata O Come All Ye Faithful: questa versione fu scritta - limitatamente alle prime 4 strofe - nel 1841 o 1852 dal pastore della Chiesa d'Inghilterra Frederick Oakeley (1802-1880), inizialmente con il titolo di Ye Faithful, Approach Ye, titolo poi cambiato in quello attuale dopo la conversione dell'autore al Cattolicesimo. Le strofe 5, 7 e 8 furono poi tradotte da William Thomas Brooke (1848-1917) e la sesta strofa da Owen West e da Michael W. Martin.
O come ye, O come ye to Bethlehem;

Come and behold him born the King of Angels.
O come, let us adore Him, o come, let us adore Him,

o come, let us adore Him, Christ the Lord.
God of God, light of light,

Lo, he abhors not the Virgin's womb;

Very God, begotten, not created.
Sing, choirs of angels, sing in exultation,

Sing, all ye citizens of Heaven above!

Glory to God, glory in the highest.
Yea, Lord, we greet thee, born this happy morning;

Jesus, to thee be glory given!

Word of the Father, now in flesh appearing!»

## Elaborazioni "pop" del canto
- Ethel Smith esegue una versione strumentale per organo (Decca, 60.390) inclusa nell'album Christmas Music (1949) (Decca, DLP 5034), pubblicato in Canada e Stati Uniti d'America.
- L'orchestra di Waldo De Los Ríos ne ha incluso una versione strumentale nell'album Navidad con Waldo De Los Rios (1973).
- Giuni Russo l'ha interpretato, in alcuni suoi tour, in una maniera del tutto personale. Il brano è inserito nell'album "Energie" (1981).
- Bradley Joseph ha composto un assolo di pianoforte versione di questo brano per il suo album 2008, Classic Christmas.
- Fairouz, cantante libanese, ne ha registrata una versione in latino nell'album del 1992 Christmas Carols.
- Celtic Woman, gruppo irlandese, ne ha registrata una versione in inglese nell'album  A Christmas Celebration.
- I Twisted Sister, band statunitense, ne hanno registrato una versione in chiave Heavy metal.
- I Blackmore's Night, gruppo di rock medievale, l'hanno mixato con Hark the Herald Angels Sing, altro canto natalizio, nell'album del 2006 Winter Carols.
- Enya nel 2006 ha pubblicato una versione natalizia dell'album Amarantine contenente un secondo disco di quattro brani natalizi tra cui una versione del brano nel tipico stile dell'artista.
- I Take 6, gruppo vocale, ne hanno pubblicato una versione nell'album di canzoni di Natale He Is Christmas nel 1991.
- I Cavalieri del Re, famosi principalmente per le loro sigle di cartoni animati anni '80, l'hanno interpretato in maniera del tutto personale nel loro album di canzoni natalizie Baby Christmas Dance.
- La cantante e showgirl tedesca Helene Fischer l'ha interpretata in vari concerti.
- Laura Pausini l'ha interpretata nel cd natalizio Laura Xmas (2016).
- Il gruppo statunitense Pentatonix ne ha incluso una versione Gospel nel disco A Pentatonix Christmas (2016).
- La cantante canadese Céline Dion l'ha registrata nel 1998 col titolo di Adeste Fideles (O Come All Ye Faithful) ed inclusa nel suo album natalizio These Are Special Times. L'ha interpretata nel dicembre del 2009 al Disney Parks Christmas Day.